# Złamanie

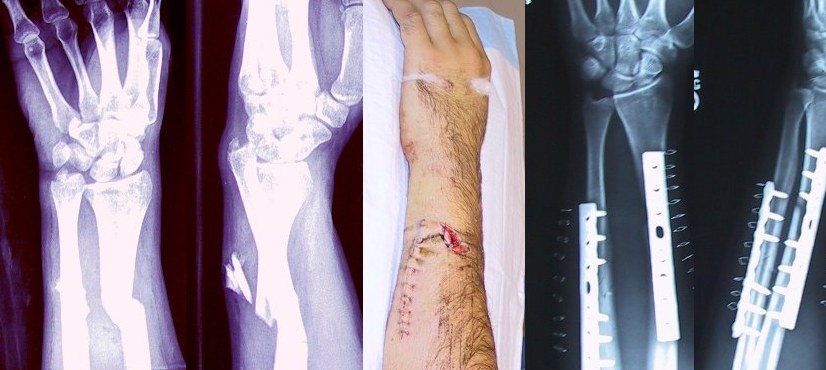
Złamanie przed i po operacyjnym leczeniu (zdjęcie RTG)

Złamanie (łac. fractura) – całkowite przerwanie ciągłości kości (gdy dochodzi do przerwania niecałkowitego określa się je jako nadłamanie, łac. infractio). 

## Podział
Podział złamań w zależności od mechanizmu urazu: 
- złamania na skutek zgięcia (dotyczące najczęściej trzonów kości długich),
- na skutek skręcenia, obie części złamanej kości są wobec siebie zrotowane wzdłuż osi kości,
- na skutek przesunięcia,
- na skutek oderwania (tak zwane złamanie awulsyjne) – dochodzi do nich, gdy przyczepy więzadeł i mięśni są mocniejsze niż kość.

Ze względu na przebieg szczeliny złamania wyróżnia się:
- złamanie skośne,
- złamanie poprzeczne,
- złamanie spiralne,
- złamania wieloodłamowe.

Szczególnymi odmianami złamań są:
- złamanie patologiczne,
- złamanie zielonej gałązki,
- złamanie zaklinowane,
- złamanie otwarte,
- złamanie przewlekłe.

Złamania można również podzielić na:
- złamania proste,
- złamania złożone.

Nie jest natomiast złamaniem w rozumieniu traumatologicznym niezmiernie rzadko zachodzące złamanie prącia.
Objawy złamania:
- patologiczna ruchomość kości,
- nieprawidłowe ułożenie,
- trzeszczenie (łac. crepitatio) odłamów kości.

Mniej swoiste objawy złamania kości: 
- obrzęk,
- ból,
- krwiak.

Do złamań kości – samoistnych lub nawet przy niewielkich urazach – często dochodzi w przebiegu osteoporozy.

## Leczenie

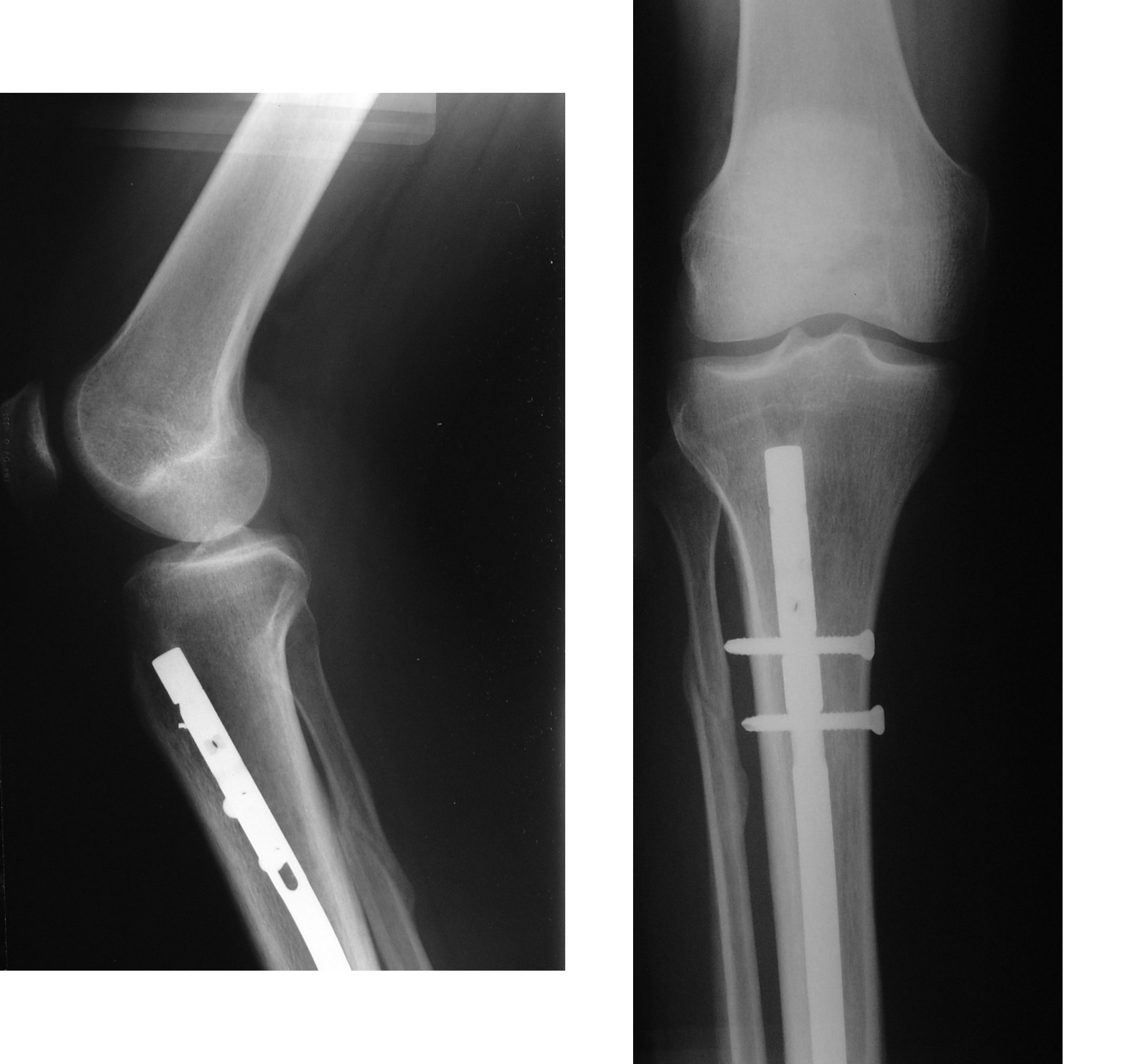
Zdjęcie rentgenowskie ukazujące bliższą część złamanej kości piszczelowej z gwoździem śródszpikowym

Leczenie złamań może być zarówno zachowawcze (np. opatrunek gipsowy po repozycji, wyciąg bezpośredni), jak i operacyjne.

### Najczęstsze wskazania do leczenia operacyjnego
- złamania otwarte,
- złamania niemożliwe do nastawienia,
- złamania powikłane uszkodzeniami naczyń krwionośnych i nerwów,
- urazy wielonarządowe towarzyszące złamaniom.